# Journal of Indo-European Studies
Journal of Indo-European Studies – recenzowane czasopismo naukowe, publikujące artykuły z dziedziny indoeuropeistyki.
Czasopismo to wydawane jest przez Institute for the Study of Man od 1973 r. Jego założycielami byli Marija Gimbutas, Edgar C. Polomé, Raimo Aulis Anttila i Roger Pearson.